# Licence de mathématiques
En France, la licence en mathématiques est un diplôme validant les trois premières années universitaires. Il est délivré par une université possédant un laboratoire de mathématiques.

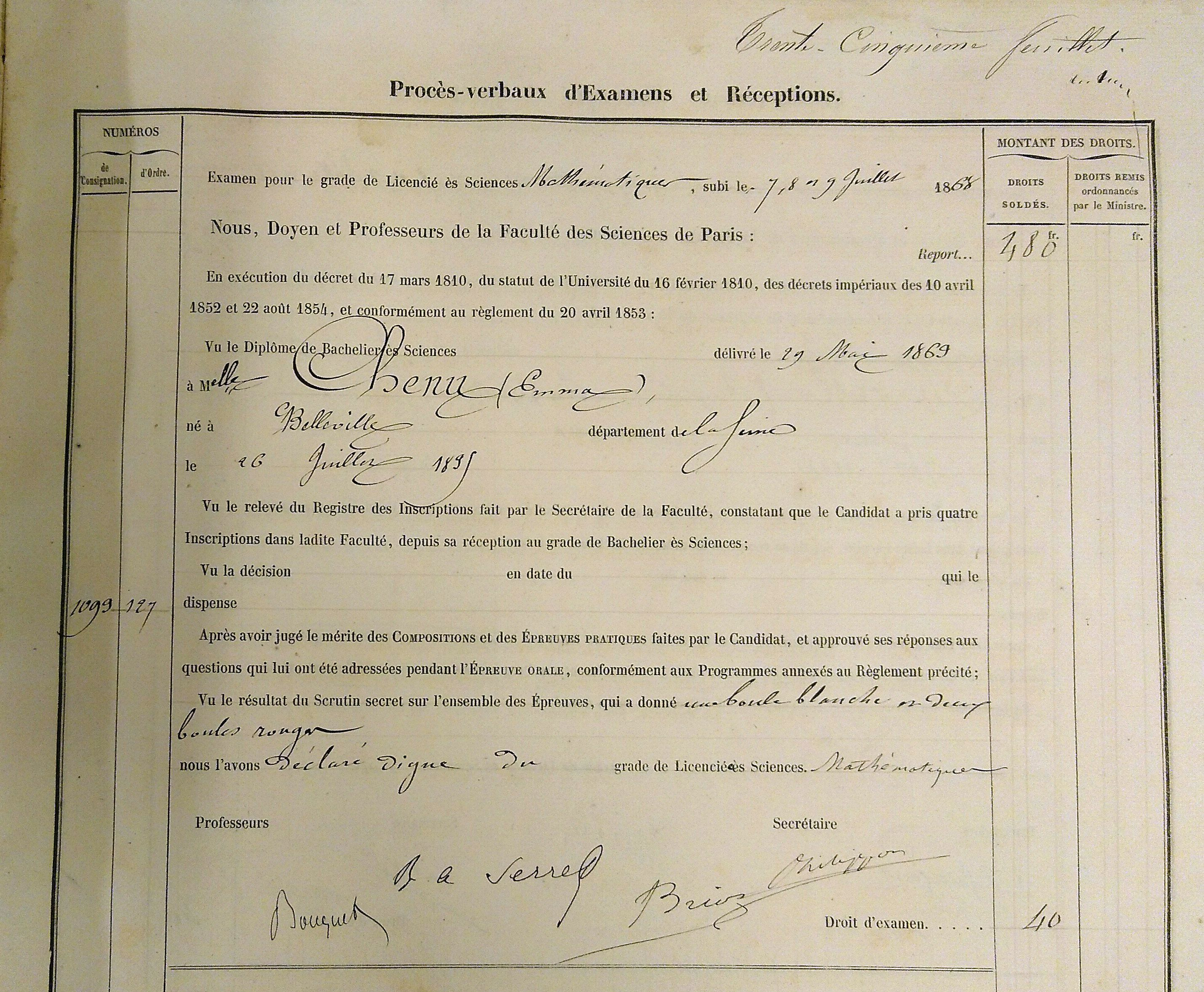
Licence ès sciences / mathématiques d'Emma Chenu (1868).

## Matières enseignées
En général les matières étudiées dans une licence de mathématiques sont :
- l'analyse
- l'algèbre linéaire
- la géométrie
- l'informatique

## Orientation en Master
Le code de l'éducation fixe une liste des compatibilités des diplômes nationaux de licence avec les diplômes nationaux de master. Les recteurs d'académies et les universités s'appuient sur cette liste pour donner une admission aux étudiants souhaitant poursuivre leurs études.
| Diplôme national de licence | Liste des diplômes nationaux de masters compatibles                                  |
| --------------------------- | ------------------------------------------------------------------------------------ |
| Mathématiques.              | Actuariat.                                                                           |
| Mathématiques.              | Didactique des sciences.                                                             |
| Mathématiques.              | Mathématiques.                                                                       |
| Mathématiques.              | Mathématiques et applications.                                                       |
| Mathématiques.              | Mathématiques appliquées, statistique.                                               |
| Mathématiques.              | Informatique.                                                                        |
| Mathématiques.              | Ingénierie des systèmes complexes.                                                   |
| Mathématiques.              | Mathématiques et informatique appliquées aux sciences humaines et sociales - MIASHS. |
| Mathématiques.              | Mécanique.                                                                           |
| Mathématiques.              | Santé publique.                                                                      |
| Mathématiques.              | Sciences cognitives.                                                                 |
| Mathématiques.              | Métiers de l'enseignement, de l'éducation et de la formation (MEEF), 1er degré.      |
| Mathématiques.              | Métiers de l'enseignement, de l'éducation et de la formation (MEEF), 2e degré.       |